# Atlanta Hawks

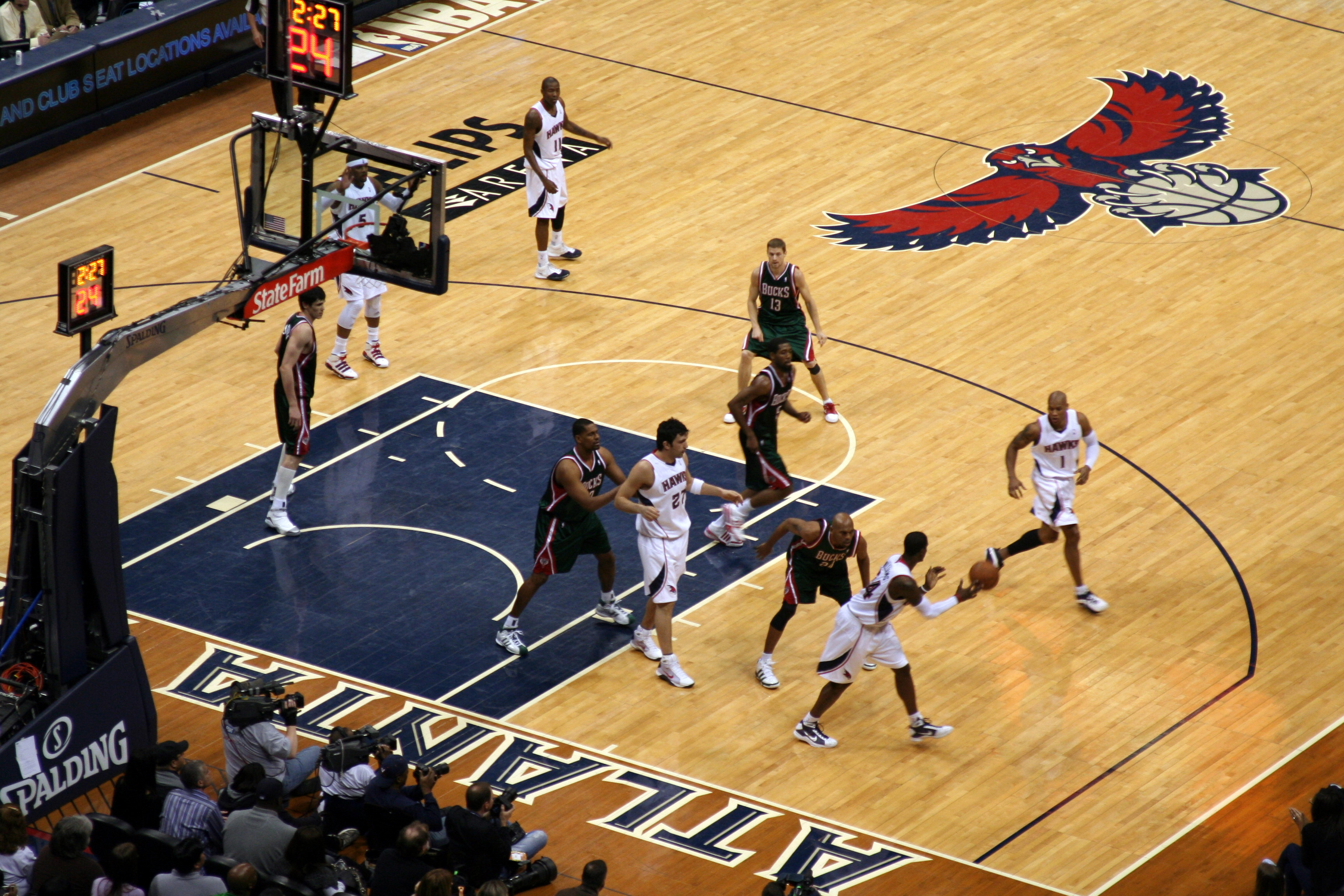
Atlanta Hawks i vitt under en match mot Milwaukee Bucks på hemmaplan 2010.

Atlanta Hawks är en amerikansk basketorganisation, bildad 1946 som Buffalo Bisons, vars lag är baserat i Atlanta i Georgia och spelar i National Basketball Association (NBA). Laget har även hetat Tri-Cities Blackhawks (1946–1951), Milwaukee Hawks (1951–1955) och St. Louis Hawks (1955–1968).

## Historia
När laget bildades 1946 gjordes det i Buffalo i New York, som Buffalo Bisons. De spelade i National Basketball League (NBL), men redan efter tretton matcher flyttade ägaren laget till de tre städerna Moline och Rock Island i Illinois och Davenport i Iowa och döpte om laget till Tri-Cities Blackhawks.
När NBL slogs ihop med den rivaliserande basketligan Basketball Association of America (BBA) inför säsongen 1949/1950 var Tri-Cities ett av NBL-lagen som började spela i den nya ligan, National Basketball Association (NBA).
Efter två säsonger i Moline, Rock Island och Davenport flyttade laget till Milwaukee i Wisconsin, inför säsongen 1951/1952 och blev Milwaukee Hawks, där laget under fyra säsonger aldrig lyckades ta sig till slutspel.
Inför säsongen 1955/1956 flyttade laget till St Louis i Missouri, där laget vann sin första NBA-titel säsongen 1957/1958 efter att ha besegrat Boston Celtics med 4-2 i matcher. St Louis Hawks spelade ytterligare tre NBA-finaler mellan 1957 och 1961 utan att lyckas vinna mästerskapet, innan laget inför säsongen 1968/1969 flyttade till Atlanta.
Som Atlanta Hawks lyckades laget som bäst de två första säsongerna, 1968/1969 och 1969/1970, då laget spelade divisionsfinal mot Los Angeles Lakers utan att lyckas nå NBA-finalen. Under 1980-talet var Dominique Wilkins en stor spelare. Han var känd för sina Wind mills. Han vann NBA Slam Dunk Contest 1984. 1987 möttes Wilkins och Michael Jordan i Chicago. Där den förra mästaren Jordan försvarade sin titel genom att dunka från straffkastslinjen.

## Spelartruppen 2025/2026
Senast uppdaterad: 19 juli 2025.

Alla spelare som har kontrakt med Atlanta Hawks. Spelarnas löner är i amerikanska dollar och är vad de skulle få ut om spelarna vore i NBA-truppen under hela säsongen.
| Nr                                |            | Namn                       | Pos   | Lön 25/26   |        | Kontrakt | Kom till laget | Kom ifrån              |
| --------------------------------- | ---------- | -------------------------- | ----- | ----------- | ------ | -------- | -------------- | ---------------------- |
| 1                                 | USA        | Jalen Johnson              | PF/SF | $30 000 000 | [ 3 ]  | 2030     | 2021           | Duke Blue Devils       |
| 4                                 | USA        | Kobe Bufkin                | PG/SG | $4 503 720  | [ 4 ]  | 2027     | 2023           | Michigan Wolverines    |
| 5                                 | Australien | Dyson Daniels              | SG/SF | $7 707 709  | [ 5 ]  | 2026     | 2024           | New Orleans Pelicans   |
| 10                                | Frankrike  | Zaccharie Risacher1 − 2024 | SF    | $13 197 720 | [ 6 ]  | 2028     | 2024           | JL Bourg Basket        |
| 11                                | USA        | Trae Young                 | PG    | $45 999 660 | [ 7 ]  | 2027     | 2018           | Oklahoma Sooners       |
| 17                                | USA        | Onyeka Okongwu             | PF/C  | $15 000 000 | [ 8 ]  | 2028     | 2023           | USC Trojans            |
| 18                                | Senegal    | Mouhamed Gueye             | PF    | $2 221 677  | [ 9 ]  | 2027     | 2023           | Boston Celtics         |
| 27                                | Tjeckien   | Vít Krejčí                 | SG    | $2 349 578  | [ 10 ] | 2028     | 2023           | Iowa Wolves            |
| --                                | Kanada     | Nickeil Alexander-Walker   | SG    | $15 161 800 | [ 11 ] | 2029     | 2025           | Minnesota Timberwolves |
| --                                | Serbien    | Nikola Đurišić             | SF/SG | $1 836 420  | [ 12 ] | 2028     | 2025           | College Park Skyhawks  |
| --                                | Kanada     | Caleb Houstan              | SF/SG | $2 378 870  | [ 13 ] | 2026     | 2025           | Orlando Magic          |
| --                                | USA        | Kobe Johnson               | PG/SG | $1 272 868  | [ 14 ] | 2026     | 2025           | UCLA Bruins            |
| --                                | USA        | Luke Kennard               | SG    | $11 000 000 | [ 15 ] | 2026     | 2025           | Memphis Grizzlies      |
| --                                | USA        | Asa Newell                 | PF/C  | $3 087 480  | [ 16 ] | 2029     | 2025           | Georgia Bulldogs       |
| --                                | Lettland   | Kristaps Porziņģis         | PF    | $30 731 707 | [ 17 ] | 2026     | 2025           | Boston Celtics         |
| Tvåvägskontrakt                   |            |                            |       |             |        |          |                |                        |
| Nr                                |            | Namn                       | Pos   | Lön 25/26   |        | Kontrakt | Kom till laget | Kom ifrån              |
| 00                                | USA        | Jacob Toppin               | SF    | $636 434    | [ 18 ] | 2026     | 2025           | New York Knicks        |
| 2                                 | USA        | Keaton Wallace             | SF/SG | $636 434    | [ 19 ] | 2026     | 2024           | College Park Skyhawks  |
| --                                | USA        | Lamont Butler              | PG    | $636 434    | [ 20 ] | 2026     | 2025           | Kentucky Wildcats      |
| --                                | Senegal    | Eli Ndiaye                 | C     | $636 434    | [ 21 ] | 2026     | 2025           | Real Madrid Baloncesto |
| Positioner: PG – SG – SF – PF – C |            |                            |       |             |        |          |                |                        |

### Spelargalleri

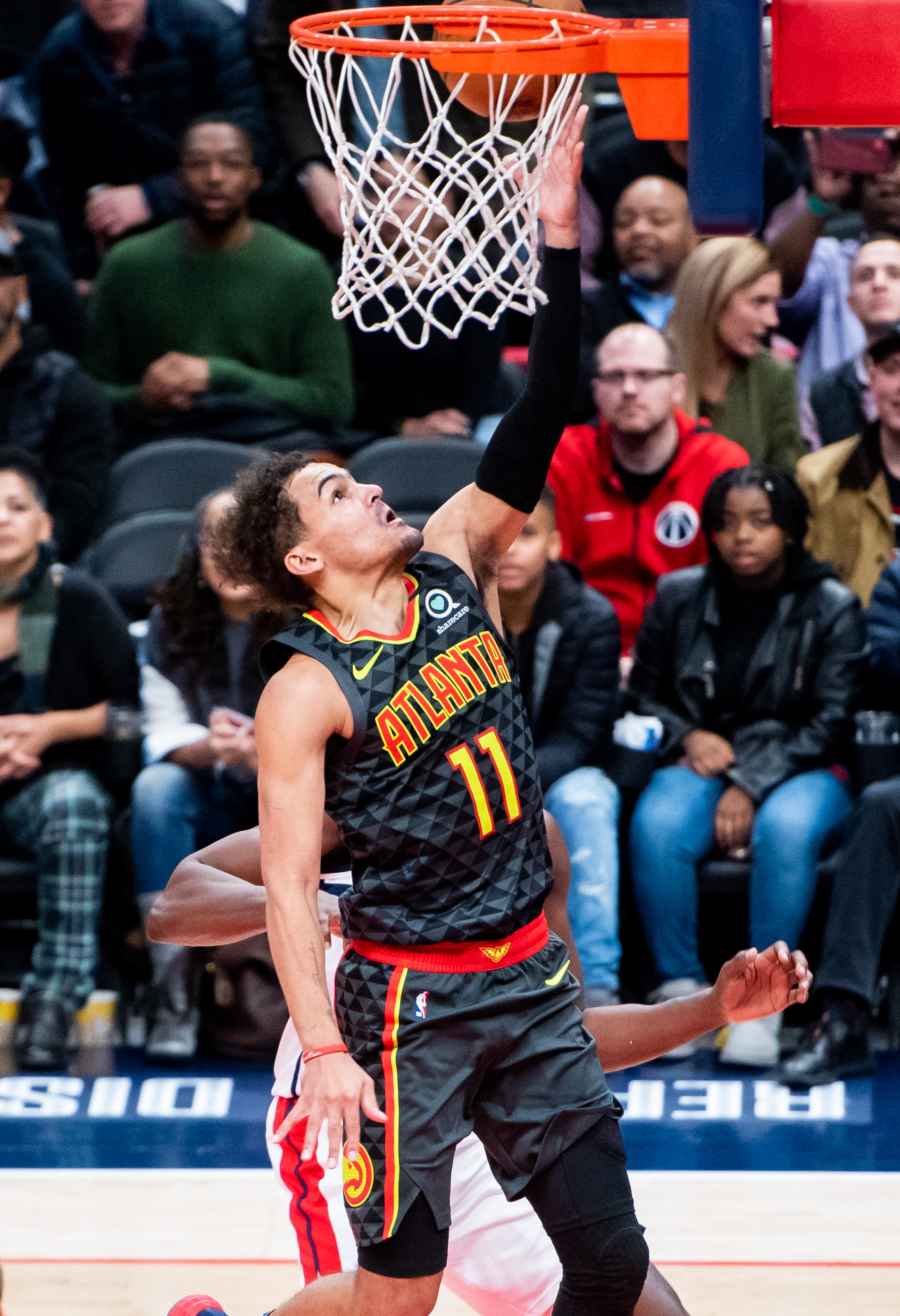
Trae Young